# Kanton Pedro Vicente Maldonado
Der Kanton Pedro Vicente Maldonado befindet sich in der Provinz Pichincha nordzentral in Ecuador. Er besitzt eine Fläche von 624 km². Im Jahr 2022 lag die Einwohnerzahl bei rund 15.500. Verwaltungssitz des Kantons ist die Kleinstadt Pedro Vicente Maldonado mit 5561 Einwohnern (Stand 2010).

## Lage
Der Kanton Pedro Vicente Maldonado liegt im Nordwesten der Provinz Pichincha. Das Gebiet liegt in einer Beckenlandschaft am Westfuß der Anden. Das Areal wird im Norden vom Río Guayllabamba begrenzt, im Osten von dessen linkem Nebenfluss Río Pachijal. Die Flüsse Río Pitzara und Río Caoni durchqueren den Kanton in nordwestlicher bzw. westlicher Richtung. Der 605 m hoch gelegene Hauptort Pedro Vicente Maldonado liegt nördlich des Río Caoni. Weitere größere Ortschaften sind San Vicente de Andoas und Celica. Pedro Vicente Maldonado befindet sich 42 km nördlich von Santo Domingo de los Colorados sowie etwa 90 km westnordwestlich der Hauptstadt Quito. Die Fernstraße E28 (La Concordia–San Miguel de los Bancos) durchquert den Süden des Kantons in West-Ost-Richtung und führt an dessen Hauptort vorbei.
Der Kanton Pedro Vicente Maldonado grenzt im Osten an den Kanton Quito, im Südosten und im Süden an den Kanton San Miguel de los Bancos, im Westen an den Kanton Puerto Quito sowie im Norden an den Kanton Cotacachi der Provinz Imbabura.

## Verwaltungsgliederung
Der Kanton Pedro Vicente Maldonado wird von der gleichnamigen Parroquia urbana („städtisches Kirchspiel“) gebildet.

## Geschichte
Ursprünglich war Pedro Vicente Maldonado ein Recinto in der Parroquia San Miguel de los Bancos im Kanton Quito. Am 6. September 1978 wurde die Parroquia Pedro Vicente Maldonado aus Teilen der Parroquia San Miguel de los Bancos gebildet. Der Kanton Pedro Vicente Maldonado wurde am 28. Januar 1996 gegründet. Namensgeber war Pedro Vicente Maldonado, ein Universalgelehrter und Kartograph.
Entwicklung der Einwohnerzahl im Kanton Pedro Vicente Maldonado bei landesweiten Volkszählungen zum jeweiligen Gebietsstand:
| Jahr                    | Einwohner | +/-    |
| ----------------------- | --------- | ------ |
| 2001                    | 9.965     | –      |
| 2010                    | 12.924    | 29,7 % |
| 2022                    | 15.475    | 19,7 % |
| Datenherkunft: Wikidata |           |        |